# Rory Sabbatini
Rory Mario Trevor Sabbatini (Durban, 2 de abril de 1976) é um jogador profissional de golfe eslovaco.

## Carreira
Durante a primeira década de 2000, Sabbatini teve cinco vitórias no PGA Tour; ele terminou 2006 em 12º lugar na lista dos mais valorizados. Em setembro de 2007, ele alcançou o top 10 do ranking mundial pela primeira vez. Nos Jogos Olímpicos de Verão de 2020, conquistou a medalha de prata na disputa masculina.